# Oberrimsingen
Oberrimsingen ist ein Stadtteil der Stadt Breisach am Rhein. In Oberrimsingen befinden sich das Christophorus Jugendwerk mit Wohngruppen, Schul- und Ausbildungsmöglichkeiten und der Flex-Fernschule sowie das Schloss Rimsingen, in dem regelmäßig Kleinkunstaufführungen stattfinden.

## Geographische Lage
Oberrimsingen liegt am westlichen Tuniberg auf der Niederterrasse der Rheinebene. Die Gemarkung ist ca. 906 ha groß und liegt auf 193 bis 292 Meter über NN. Die Kernstadt Breisach liegt 10 Kilometer von Oberrimsingen entfernt, nach Freiburg sind es etwa 15 Kilometer. Beide Städte sind mit öffentlichen Verkehrsmitteln von Oberrimsingen zu erreichen.

## Geschichte
Oberrimsingen und Niederrimsingen waren ursprünglich eine weilerartige Höfe-Siedlung und zählen zu den ältesten Siedlungen am Tuniberg. In der Altsteinzeit lebten um 10.000 vor Christus die Menschen als Rentierjäger in Lößhöhlen unterhalb der Ehrentrudiskapelle. Bodenfunde auf dem Kapellenberg und dem Hängstberg bei Munzingen weisen auf eine Besiedlung in der Jungsteinzeit zwischen 4.000 und 1.800 vor Christus hin, in der die Menschen Ackerbau und Viehzucht trieben.

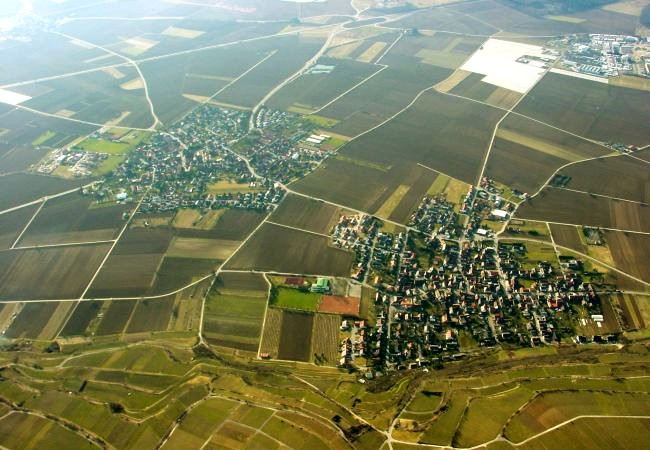
Luftbild Oberrimsingen (Mitte links) und Niederrimsingen (vorn rechts)

Zunächst bildete Oberrimsingen mit Niederrimsingen eine Gemeinde. Erstmals ist Rimsingen im Jahre 819 in einer Schenkungsurkunde an das Kloster Lorsch schriftlich erwähnt. Im 10. Jahrhundert besaßen die Edelfreien von Rimsingen die Ortschaft. Graf Birchtilo stiftete 993 das Kloster Sulzburg und stattete es mit Gütern in Niederrimsingen aus. Vom Geschlecht der Rimsingen stammen die Herren von Üsenberg ab, die auf der gleichnamigen Felseninsel im Rhein unterhalb von Breisach ihre Burg und ihren Stammsitz hatten. Der Üsenberger Hesso II. berief 1072 Mönche aus dem Reformkloster Cluny im Burgundischen nach Oberrimsingen, die wenige Jahre später unter ihrem ersten Prior Gerold das Kloster vom Tuniberg in das nahe, heute verschwundene, Grüningen verlegten.
Durch die kirchlichen Verhältnisse bahnte sich zwar eine Trennung der beiden Rimsingen an, die erste Erwähnung von Oberrimsingen im Jahre 1291 und von Niederrimsingen im Jahre 1334 ist jedoch nur in Verbindung mit dem Lehnswesen zu sehen. 1275 wird die Trennung beider Siedlungen in der Erwähnung von „Rimsingen superior“ (deutsch: obern Rimsingen 1329) deutlich.
Zahlreiche Klöster hatten im 12. Jahrhundert in Oberrimsingen umfangreichen Grundbesitz, in den folgenden Jahrhunderten besaßen auch die Herren von Üsenberg, die Markgrafen von Hachberg und die Stadt Breisach Güter und Rechte. 1430 gelangte Oberrimsingen unter die Herrschaft der Herren von Staufen, Niederrimsingen blieb jedoch weiterhin bei Breisach. Diese unterschiedliche Herrschaftszughörigkeit führte zur Bildung der beiden Gemeinden. Die Geschicke Niederrimsingens wurden fortan durch die Zugehörigkeit zur Reichsstadt Breisach und damit zu Vorderösterreich sowie durch die enge Verbindung mit dem Kloster Sulzburg bestimmt.
Oberrimsingen kam nach dem Aussterben der Herren von Staufen im Jahre 1602 für wenige Jahre an das Haus Habsburg, ging 1607 an das Kloster Günterstal und 1621 durch Kauf zusammen mit Hausen an der Möhlin an die Herren von Falkenstein (seit 1708 Freiherren). 1805 fielen beide Orte an das Großherzogtum Baden und wurden selbständige Gemeinden.
Bis 1924 unterstanden sie dem Bezirksamt Breisach, dann dem Landamt und später dem Landkreis Freiburg, seit Januar 1973 dem Landkreis Breisgau-Hochschwarzwald. Mit der Gemeindereform wurden Niederrimsingen am 1. April 1973 und Oberrimsingen am 1. Januar 1975 in die Stadt Breisach eingemeindet.
Im Bauernkrieg 1524/25 zogen die Oberrimsinger mit dem Kaiserstühler Haufen, sie plünderten die Kapelle in Grüningen und belagerten Freiburg. Im Dreißigjährigen Krieg plünderten die Schweden 1632/33 die Kapelle in Grüningen und die Kirche und den Pfarrhof in Oberrimsingen und steckten letztere in Brand. Bei Kriegsende war der Ort vollständig zerstört und ausgestorben. In den folgenden Kriegen des 17. und 18. Jahrhunderts zwischen Frankreich und Österreich, in den französischen Revolutionskriegen und in den napoleonischen Kriegen Ende des 18. und zu Beginn des 19. Jahrhunderts hatte die Bevölkerung von Oberrimsingen durch die Nähe zu Breisach unter Einquartierungen, Requisitionen und Fuhrleistungen zu leiden sowie harte Schanzarbeiten auf den Wällen von Breisach zu verrichten.
1833 erlebten die Oberrimsinger die ersten Dampfschiffe auf dem Rhein; die „Rheinkorrektion Tullas“ brachte ihnen Arbeit und Verdienst. 1901 wurde das heutige Rathaus erbaut. 1911 erhielt das Dorf elektrischen Strom und 1912 die Wasserleitung. 1936 wurde das nahe Grezhausen eingemeindet. Beim Fliegerangriff im März 1945 wurden mehrere Wohnhäuser, Scheunen und Stallungen vollständig zerstört und etwa 60 Anwesen beschädigt. Bis in die Mitte des 19. Jahrhunderts nahm die Bevölkerung stetig zu: 825 Einwohner zählte Oberrimsingen im Jahre 1825. Durch Abwanderungen in die Stadt und durch Auswanderungen nach Amerika ging die Bevölkerungszahl auf 657 Einwohner im Jahre 1905 zurück. Die Ansiedlung von Heimatvertriebenen nach dem Zweiten Weltkrieg, die Einrichtung des Christophorus-Jugendwerkes und die Neubautätigkeit in den letzten Jahrzehnten brachten einen erheblichen Bevölkerungszuwachs.
Am 1. April 1927 wurde die Kraftpostlinie Freiburg - Oberrimsingen eingeweiht, die über Opfingen führte und bis zum Ende des Zweiten Weltkriegs bestand.
Bis 1945 arbeitete fast die gesamte Bevölkerung in der Landwirtschaft mit Ackerbau, Viehzucht und Weinbau. Durch Flurbereinigungen und Rebumlegungen konnten erhebliche Strukturverbesserungen erreicht werden. Das Umlegungsgebiet Weingarten mit dem Spätburgunder und dem Müller-Thurgau umfasst die besten Reblagen am Tuniberg. Durch die Ansiedlung von mehreren Kies- und Schotterwerken nach dem Zweiten Weltkrieg nahm die Zahl der Berufstätigen in der Industrie erheblich zu. Ein nicht geringer Teil der Bevölkerung arbeitet als Auspendler in Freiburg oder Breisach.
Schon 1770 gab es in Oberrimsingen eine Schule, die auch die Kinder von Grezhausen besuchten. Ein Brand zerstörte 1853 teilweise das Schulgebäude, im folgenden Jahr wurde es wieder neu erbaut. 1860 entstand ein neues Schulgebäude, das schon 1868 wegen der starken Zunahme der Schulkinder aufgestockt wurde. 1960/61 wurde ein Neubau mit vier Klassenzimmern errichtet, das Alfred Ruch entworfen hat. Der Freiburger Münsterbaumeister Sepp Jakob schuf die Reliefbilder zum Leben des heiligen Ulrich in der Eingangshalle.
Zahlreiche Vereine, Vereinigungen und Gruppierungen prägen heute entscheidend das kulturelle Leben des Dorfes.

## Pfarrkirche St. Stephan

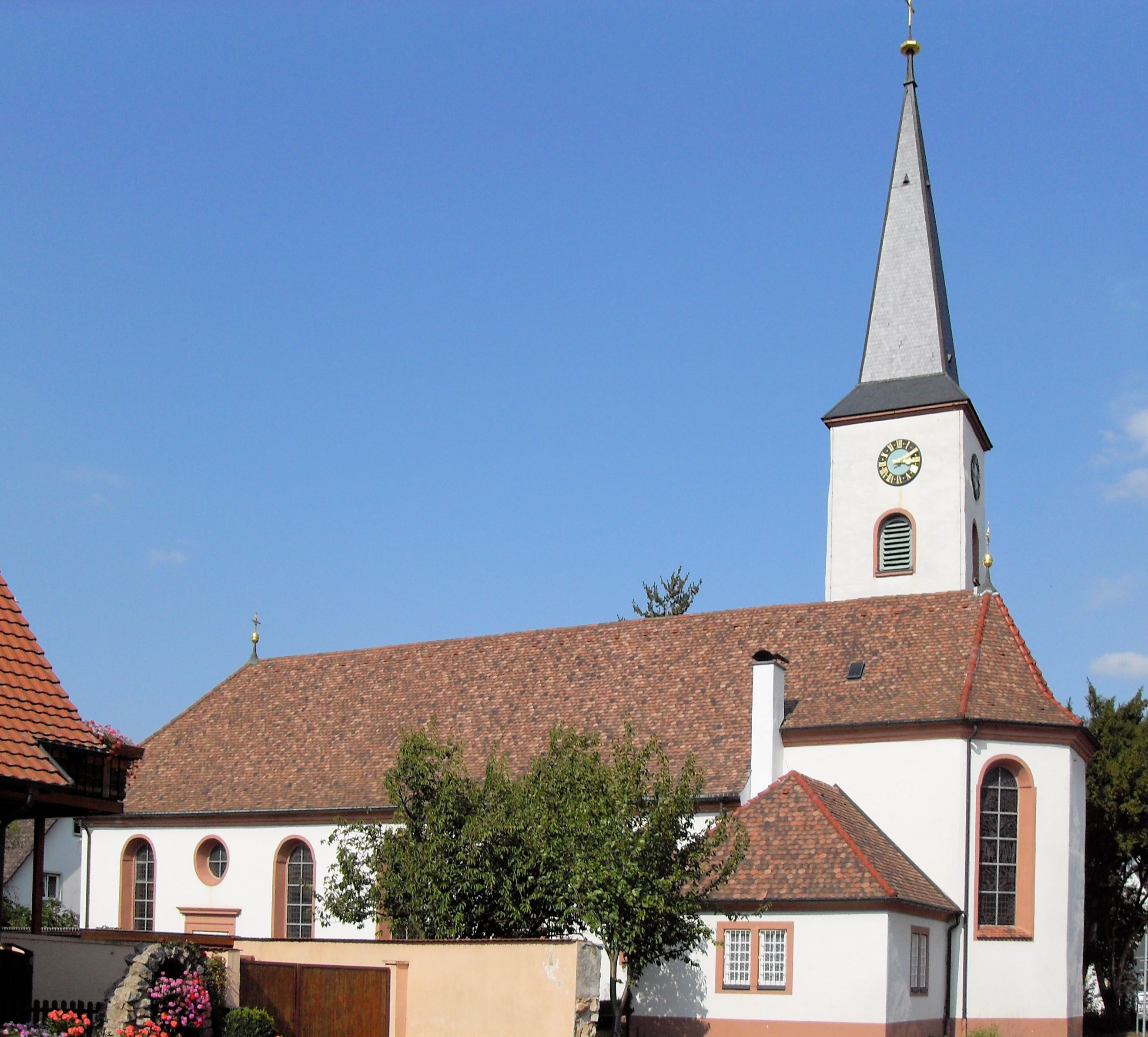
Pfarrkirche St. Stephan

Unter Einbeziehung des alten romanischen Turmes entstand 1737 die Pfarrkirche Unser Lieben Frau zu Oberrimsingen neu. Urkundlich im 11. Jahrhundert als Eigenkirche der Herren von Rimsingen erwähnt, gehörte der Kirchensatz 1329 den Herren von Staufen, 1360/70 den Johannitern. Nach dem Pestjahr 1584 wurde die Pfarrei eine Filiale von Gündlingen. Die schlechte seelsorgerische Betreuung der Filiale Oberrimsingen durch die Pfarrei Gündlingen führte im 17. und 18. Jahrhundert andauernd zu Klagen und bestärkte „einen der heißesten Wünsche Oberrimsingens“ auf Wiedererrichtung einer eigenen Pfarrei. 1801 von der Landesregierung genehmigt, zog 1805 eine Pfarrei in die Gemeinde ein. Ein stattlicher Pfarrhausneubau folgte 1810 nach. Am 3. März 1945 fand Pfarrer Otto Wachenheim bei der Bombardierung unter den Trümmern des alten Pfarrhauses den Tod.
Glanzstück der Kirche ist seit 1953 die Träublemadonna (um 1520), die aus der Vorgängerkirche stammen dürfte, zeitweilig das Beinhäuschen schmückte, 1943 – bei Verlegung des Gemeindefriedhofes nach Grüningen – in der Privatkapelle der Familie Dienger-Bohrer Aufnahme fand und so bis heute bewahrt blieb. Die Pfarrkirche Gottenheim besitzt übrigens eine stilistisch genau übereinstimmende Schwesterfigur der Oberrimsinger Muttergottesstatue. Bei der Kirchenrenovierung des Jahres 1977 beschaffte die Pfarrei Oberrimsingen für das Chorwandkruzifix Maria- und Johannesstauen als Assistenzfiguren und für den Kanzelkorb vier Evangelistenstatuetten aus der Hand des Bildhauers Josef Schäfer, Opfingen.
Alte Wandbilder wurden unter dem Verputz der Wand zwischen Chor und Turm festgestellt, jedoch nicht freigelegt. Auf dem Platz vor der Kirche neben einem Steinkruzifix des Freiburger Barockbildhauers J. B. Sellinger befindet sich das Gefallenenehrenmal der Gemeinde, eine erschütternde Marienklage, 1964 von Sepp Jakob geschaffen, dem Chefbildhauer der Freiburger Münsterbauhütte.
Im Jahr 1996 erhielt die Kirche eine Vleugels-Orgel mit 16 Registern.
2014 bis 2015 wurde der Kircheninnenraum grundlegend renoviert und neu gestaltet und am Ostermontag durch Erzbischof Stephan Burger geweiht. Der Altar, Ambo und Taufstein aus Jurakalkstein sowie ein markantes Taukreuz aus Tombak und Glas über dem Hochaltar prägen nun den Altarraum. Die alten Seitentüren wurde wieder geöffnet und lassen viel Licht in den Innenraum. Die Nische an der Nordseite beherbergt nun eine Jakobusstatue, die an der Südseite den Opferkerzenständer.

## Schloss Rimsingen

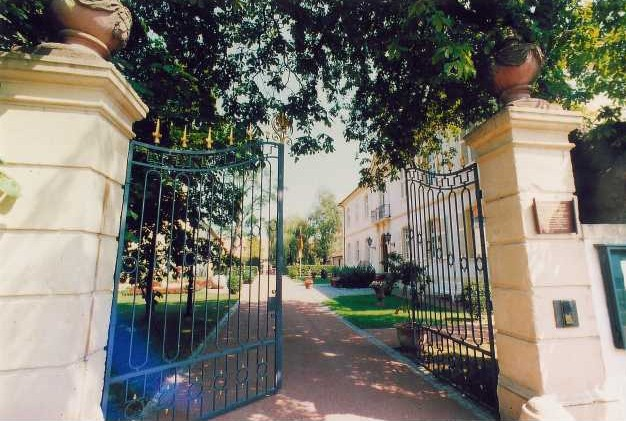
Eingang zu Schloss Rimsingen

1773 entstand unter Franz Anton Marquard von Falkenstein (1744–1800) nach den Plänen des Deutschordensbaudirektors Franz Anton Bagnato (1773–1810) das frühklassizistische Schloss auf dem Gelände des ehemaligen Falkensteinschen Gutshofes am westlichen Ortsrand. Von den Freiherren von Falkenstein ging das Schloss und der Grundbesitz auf dem Wege der Erbfolge 1873 an die Grafen von Helmstatt und 1957 an Mathilde Kranke Freiin von Gleichenstein in Bad Krozingen.
1946 hat der Caritasverband der Erzdiözese Freiburg im Schloss das Christophorus-Jugendwerk eingerichtet und Lehrwerkstätten für praktische Berufe sowie moderne ein- und zweigeschossige Flachbauten für die Schule und das Internat des Jugenddorfes errichtet. 1977 pachtete die Galerie Kröner das Schloss und stellt vor allem Meister des französischen Impressionismus und moderne deutsche Malerei aus. 1979 hat die Stadt Breisach das Schloss und die dazugehörigen Grundstücke erworben. Inzwischen befindet sich das Schloss Rimsingen in Privatbesitz. Es gibt eine Kleinkunstbühne wo regelmäßig Aufführungen stattfinden. Auf dem Gelände des Schlosses findet jährlich der Martinimarkt - Markt der Schönen Dinge statt, auf dem Kunsthandwerker und überregionale Gewerbetreibende ihre Waren anbieten.

## Domäne Rothaus
Das Rothaus an der B31 nach Breisach ist 1472 in einer Urkunde erwähnt und war damals im Besitz des Breisacher Frauenklosters Marienau. Nach seiner Aufhebung im Verlaufe der Bauernunruhen zu Beginn des 16. Jahrhunderts kam es wohl an die Stadt Breisach und ging schließlich an die Herren von Falkenstein. Zu Beginn des 18. Jahrhunderts errichtete der Großunternehmer Litschgi aus Krozingen ein Wohnhaus mit Metzgerei und Gastwirtschaft sowie mehrere Wirtschaftsgebäude, als der seinen Floßkanal längs der Möhlin von Hausen nach Breisach baute. Das Gut Rothaus blieb bis in die 1870er Jahre im Besitz der Freiherren von Falkenstein, Gutsbesitzer Christian Lohrer verkaufte es 1908 an Graf Siegmund Theodor von Berckheim aus Weinheim. Schließlich hat es 1931 der Badische Staat käuflich erworben und seither an Domänenverwalter verpachtet. Nach einem Brand im Jahre 1954 entstanden neue Wirtschaftsgebäude.

## Handwerk und Industrie
2013 eröffnete die Firma Thoman Biegemaschinen ihr neugebautes Gebäude in Oberrimsingen. Daneben gibt es eine ganze Reihe von Handwerksbetrieben. Die meisten Arbeitsplätze finden sich jedoch im ca. 15 Kilometer entfernten Freiburg. Die Firma Menner Tiefbau besteht seit 1959 in dritter Generation.

## Persönlichkeiten

### Im Ort geboren
- Johann Hauler (1829–1888), klassischer Philologe und Lehrer
- Josef Schillinger (1908–1943), SS-Oberscharführer im Konzentrationslager Auschwitz
- Waltraud Schwab (* 1956), Journalistin und Schriftstellerin
- Christoph Bergmann (* 1958), freischaffender Bildhauer mit zahlreichen Ausstellungen u. a. in München, London und Rom
- Dennis Spinner (* 1997), fünfmaliger deutscher Meister und Vizeeuropameister im Langbogenschießen

### Personen, die im Ort gewirkt haben
- Ulrich von Zell, (ca. 1029–1093), Benediktinermönch, 10 Jahre in Grüningen (zu Oberrimsingen gehörend) tätig.
- Erich Kiehn (1913–2008), Gründer des Christophorus Jugendwerks und Ehrenbürger der Stadt Breisach